# 路易斯多明格斯
路易斯多明格斯是巴西马拉尼昂州的一个市镇。总面积466.762平方公里，总人口6175人，人口密度13.2人/平方公里。